# Старокостянтинів (авіабаза)
Авіаба́за Старокостянти́нів — військовий аеродром, розташований на південно-східній околиці міста Старокостянтинів Хмельницької області. На летовищі базується 7-ма бригада тактичної авіації ПС ЗС України.

## Історія
1 липня 1966 року на зміну 733-му бомбардувальному авіаційному полку, що перебазувався на аеродром Домна в Сибір, на летовищі був сформований 7-й бомбардувальний авіаційний полк. 733 БАП залишив для новоствореного підрозділу частину своїх Іл-28. В 1974 році полк отримав бомбардувальники Як-28, а в грудні 1977 Су-24, згодом в 1985 році почався перехід частини на Су-24М, який завершився в 1988 році.
В 1968 році на летовище перебазувався 168-й винищувальний авіаційний полк з Авіабази Жовтневе, в 1986—1988 роках полк перебував в Афганістані. 15 липня 1991 року 168-й полк був об'єднаний з 85-м винищувальним авіаційним полком, нове з'єднання отримало назву останнього. Згодом 85-й полк перейшов під юрисдикцію України в 1992 році. В жовтні 2003 року 85-й полк був розформований.
В 1989 році на основі 281-ї ескадрильї безпілотних засобів розвідки на летовищі був сформований 379-й окремий полк дистанційно-керованих літальних апаратів, що був озброєний Ту-141. Після здобуття Україною незалежності полк перейшов під її юрисдикцію.
13 лютого 1992 року, злетівши зі Старокостянтинівського військового аеродрому, екіпажі відразу шести бомбардувальників Су-24 несанкціоновано перетнули кордон з Росією і приземлилися на авіабазі Шаталово, недалеко від Смоленська.
На початку 2005 року на летовище перебазувалася 32-га окрема розвідувальна ескадрилья, яка доєдналася до 7-го бомбардувального авіаційного полку. В березні 2008 року з'єднання переформатували в 7-му бригаду тактичної авіації.
21 березня 2014 році при заході на посадку розбився літак Су-24М ВПС України.
На початку 2014 році небайдужі мешканці Старокостянтинова назбирали 1,7 мільйона гривень на потреби авіабази.
В 2016 році на аеродромі проходив капітальний ремонт злітно-посадкової смуги, на час ремонту 7-ма бригада тактичної авіації була перебазована на Луцький військовий аеродром.
29 вересня 2017 року поблизу Старокостянтинова впав літак Л-39 ВПС України, у результаті падіння літака двоє пілотів-військовослужбовців загинуло.
В жовтні 2018 року на авіабазі пройшли міжнародні навчання «Чисте небо 2018», в яких взяли участь військові з усієї України, Сполучених Штатів Америки та 10 країн — членів НАТО. Під час навчань, 16 жовтня, розбився військовий літак Су-27 ВПС України.
За даними управління матеріально-технічного забезпечення ВПС США, серед американських компаній військово-промислового комплексу на початку 2019 року оголосили тендер на постачання для ВПС України навігаційного обладнання для «сліпої» посадки, а саме далекомірних радіомаяків і надчастотних всеспрямованих азимутальних радіомаяків, що планують встановити на аеродромі в Старокостянтинові.
20 березня 2019 року на аеродромі Старокостянтинова відбулася передача військової техніки Збройним силам України за участю Президента України Петра Порошенка.
В 2019 році на аеродромі проходили випробування турецькі безпілотники Bayraktar TB2.
У ході російсько-української війни з 2022 року авіабаза регулярно зазнавала атак з повітря.